# Bourbon Democrat
Bourbon Democrat fu il nome dato negli Stati Uniti alla fine del XIX secolo (1872-1904) alla componente del Partito Democratico ideologicamente allineata con il conservatorismo fiscale o il liberalismo classico,  con particolare riferimento ai suoi appartenenti che sostennero i candidati presidenziali Charles O'Conor nel 1872, Samuel J. Tilden nel 1876, il presidente Grover Cleveland nel 1884, 1888 e 1892 e Alton B. Parker nel 1904.
Dopo il 1904 i Bourbon Democrats (o Bourbons) scomparvero. Nel 1912, il candidato dalla presidenza, proveniente dagli Stati del Sud, Woodrow Wilson fece un accordo con il principale oppositore dei Bourbons, William Jennings Bryan, per ottenere il suo appoggio alla nomination democratica. In cambio, in caso di vittoria, Wilson avrebbe nominato, come poi fece, Bryan Segretario di Stato. I Bourbon Democrats erano a favore di una forma di capitalismo caratterizzato da laissez-faire, disciplina fiscale e si opponevano al protezionismo tariffario, sostenuto all'epoca dai repubblicani. Rappresentavano gli interessi dei ceti commerciali ed imprenditoriali, sostenendo, in genere, gli obiettivi delle banche e delle ferrovie, ma erano contrari alla concessione di sussidi a beneficio di queste categorie di imprese e non erano disposti a proteggerli dalla concorrenza. Si opposero all'imperialismo americano e all'espansione degli Stati Uniti all'estero, combatterono per il gold standard contro il bimetallismo e promossero quello che chiamavano denaro "duro" e "sano". Secondo la tradizione democratica che rimontava a Jefferson, erano decisi sostenitori dei diritti dei singoli stati, in opposizione alle ingerenze federali, ed erano favorevoli alle riforme, come quella della funzione pubblica; contemporaneamente furono oppositori dei capi politici locali corrotti e degli apparati ad essi associati. Al riguardo, i Bourbons guidarono la lotta contro l'organizzazione collegata al Partito Democratico - la cricca di Tweed ("Tweed Ring") - che frodò milioni di contribuenti nello stato di New York. La decisa battaglia contro la corruzione si guadagnò i voti di molti simpatizzanti delle corrente repubblicana ("mugwump") che, nel 1884, appoggiò Cleveland alle presidenziali proprio in nome del contrasto alla corruzione dilagante.
I "Bourbon Democrats" non utilizzarono mai questo termini per riferirsi a se stessi e questa non fu nemmeno la denominazione data ad un gruppo specifico o formale e nessuno si candidò mai per una carica sotto il nome di Bourbon Democrat. Il termine venne per lo più usato in modo sprezzante dai critici del gruppo che si lamentavano dei punti di vista che consideravano antiquati. Il Bourbon infatti è una bevanda alcolica tipica degli Stati del Sud degli Stati Uniti, ritenuti più retrogradi e meno propensi al cambiamento. Un certo numero di partiti democratici frammentati, come il Partito democratico diretto (1872) e il Partito nazionale democratico (1896), che si candidarono alle elezioni, in realtà ricadevano pienamente sotto l'etichetta più generale di Bourbon Democrats.

## Storia

### Origini del termine

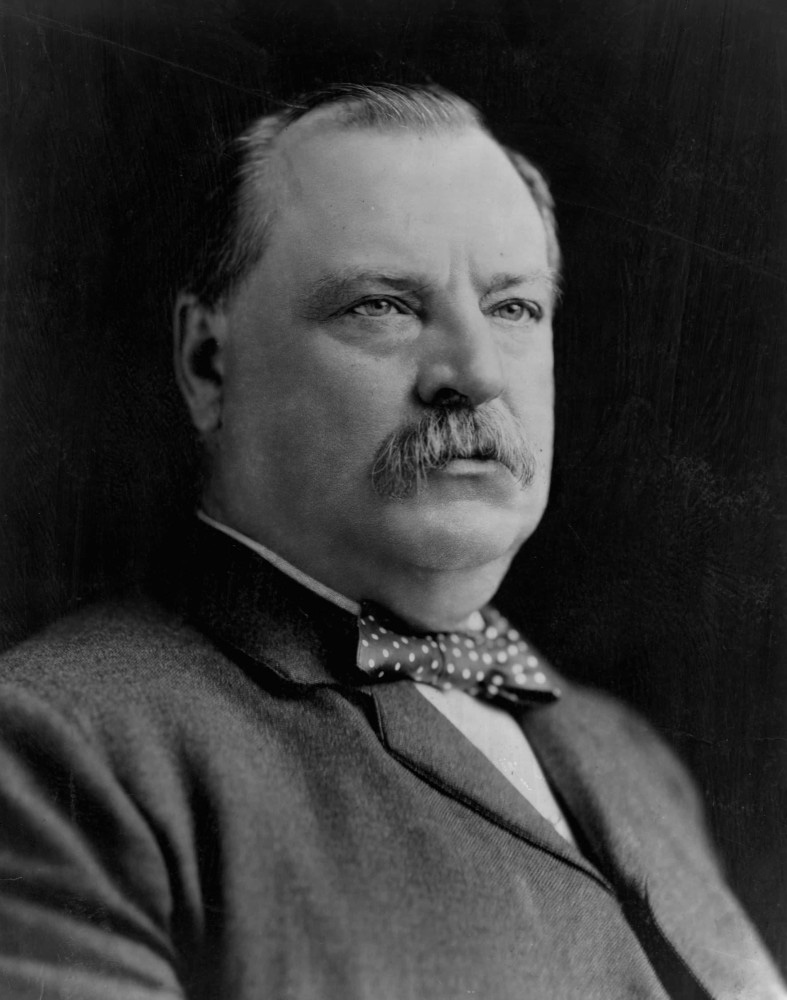
Il presidente Grover Cleveland (1837-1908), un conservatore che denunciava la corruzione politica e si batteva duramente per tariffe più basse e a favore del sistema aureo, fu l'esempio tipico di un Bourbon Democrat

Il termine "Bourbon Democrat" fu usato per la prima volta come gioco di parole per il duplice riferimento al whisky bourbon del Kentucky (stato schiavista, ma formalmente neutrale durante la Guerra di Secessione) ed alla dinastia borbonica, che, rovesciata dalla Rivoluzione francese, riprese il trono nel 1815, governando la Francia in modo reazionario fino ad un nuovo rovesciamento causato dalla rivoluzione di luglio del 1830, a seguito della quale un ramo cadetto, il Casato d'Orléans, governò la Francia per altri 18 anni (1830-1848), fino a quando anch'esso fu rovesciato dalla Rivoluzione di febbraio. Altri rami della Casa di Borbone governarono la Spagna dal 1700 ed i regni di Napoli e di Sicilia dal 1738. Dopo il Congresso di Vienna, nel 1816, i due regni vennero uniti in unica entità statuale denominata Regno delle Due Sicilie, che venne disciolta nel 1861, quando le truppe al comando di Giuseppe Garibaldi rovesciarono Francesco II, nell'ambito delle lotte del Risorgimento italiano che, proprio a seguito della conquista delle Due Sicilie portò alla proclamazione del Regno di Italia. In Spagna, invece, la regina borbonica Isabella II fu detronizzata nel 1868 quando i democratici liberali presero il potere durante la Gloriosa Rivoluzione. Il figlio di Isabella riprese il trono come re Alfonso XII sei anni dopo. Un aforisma ampiamente citato all'epoca diceva che i Borboni "non hanno imparato nulla e non hanno dimenticato nulla". Negli Stati Uniti, durante la Ricostruzione, il termine "Bourbon" era genericamente utilizzato con la connotazione negativa per evocare una dinastia regressiva, reazionaria, non al passo con il mondo moderno.
Il termine venne occasionalmente utilizzato negli anni '60 e '70 del XIX secolo per riferirsi ai componenti più conservatori del Partito Democratico (sia del nord che del sud), che ancora sostenevano le idee di Thomas Jefferson e Andrew Jackson. Negli anni '70, Bourbon era usato per riferirsi ai regimi istituiti negli Stati del Sud dai Redentori, quale reazione conservatrice contro la Ricostruzione operata dal Partito Repubblicano.

### Gold Democrats e William Jennings Bryan
Il risultato elettorale portò il leader Bourbon Grover Cleveland alla carica di presidente sia nel 1884 che nel 1892, ma il sostegno al movimento diminuì considerevolmente in seguito alla depressione economica conosciuta come panico del 1893. Il presidente Cleveland, convinto sostenitore del sistema aureo, o gold standard, si rifiutò di aumentare l'offerta di moneta appoggiandosi alle riserve di argento, alienandosi così il consenso dell'ala populista ed agraria del Partito Democratico.
I delegati alla Convention Nazionale Democratica del 1896 delusi dalle politiche sostenute dai Bourbons del presidente Cleveland, proposero il bimetallismo quale migliore via d'uscita dalla depressione economica. Uno dei Rappresentanti al Congresso per lo Stato del Nebraska, William Jennings Bryan, si presentò sul palco come il grande oppositore dei Bourbon Democrats e sfruttando anche un'insurrezione agraria, con il suo famoso discorso sulla Croce d'oro, venne ben presto investito della candidatura democratica alla presidenza per le elezioni del 1896.
Alcuni dei Bourbons non si presentarono alle elezioni del 1896 o sostennero tacitamente il candidato repubblicano William McKinley, altri prepararono la candidatura di terzo partito, il National Democratic Party, guidato da John M. Palmer, ex governatore dell'Illinois. Questi dissidenti del Partito Democratico, chiamati "democratici d'oro" (Gold Democrats in inglese), ritornarono per lo più nel partito con le elezioni presidenziali del 1900 o in quelle successive del 1904. Bryan dimostrò la sua presa sul Partito Democratico raggiungendo la nomination nel 1900 e nel 1908, inframezzato, nel 1904, dal Bourbon Alton B. Parker che venne investito della candidatura presidenziale venendo però sconfitto dal presidente repubblicano Roosevelt, come del resto successe anche a Bryan ogni volta.
William Lyne Wilson, Direttore generale delle Poste degli Stati Uniti durante la seconda presidenza Cleveland, scrisse nel suo diario di essersi opposto a Bryan per motivi morali, ideologici e di partito. Wilson aveva accettato il suo incarico nella ferma convinzione che gli interessi di parte esercitassero troppo influenza sul Congresso e la sua infruttuosa battaglia tariffaria alimentò tale convinzione. Temeva che l'eventuale successo delle politiche del bimetallismo avrebbero incrementato l'emissione di moneta conducendo al paternalismo, tanto dannoso, a suo giudizio, quanto il protezionismo. Inoltre, considerava moralmente sbagliata, la monetazione illimitata proposta dai fautori del bimetallismo con un rapporto di 16 a 1 dell'argento "che implica il tentativo di chiamare dollaro, 50 centesimi e renderlo corso legale per debiti". Wilson considerava il populismo come "il prodotto finale delle politiche protezioniste, basate sull'idea che il governo può e quindi avrebbe dovuto rendere prospere le persone".

### Declino
La nomina di Alton Parker nel 1904 diede una fugace ed illusoria vittoria della componente democratica che sosteneva il gold standard. I vecchi ideali liberali classici avevano perso il loro carattere distintivo ed il loro fascino. Durante la prima guerra mondiale, morì l'anziano statista chiave del movimento John M. Palmer, così come Simon Bolivar Buckner, William F. Vilas e Edward Atkinson. Nel XX secolo, le idee liberali classiche non hanno più avuto la forza di influenzare un grande partito politico, tanto quanto riuscirono a farlo con i Democratici all'inizio degli anni 1890.

## Singoli Stati

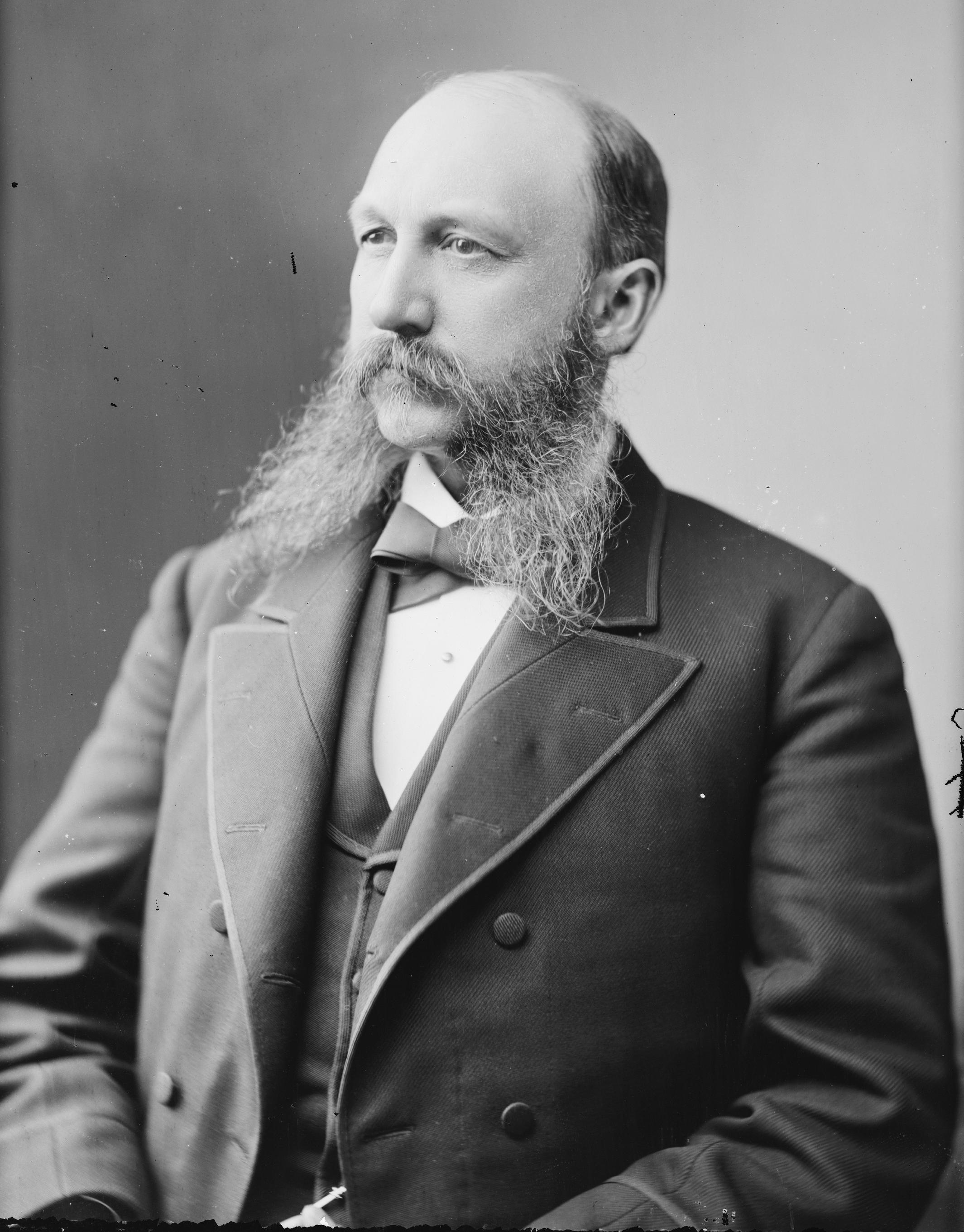
Il governatore della Virginia Occidentale, Henry Mason Mathews (1834–1884), fu il primo dei Bourbon Democrats a raggiungere la più alta carica di uno Stato.

### Virginia occidentale
La Virginia Occidentale venne ammessa nell'Unione nel 1863 dopo che le contee unioniste della Virginia nordoccidentale stabilirono il governo restaurato della Virginia ed il Congresso approvò l'ammissione nell'Unione. Il nuovo Stato rimase sotto il controllo repubblicano fino a quando, nel 1871, l'approvazione dell'emendamento Flick ripristinò, tramite modifica della Costituzione dello Stato, il diritto di elettorato passivo ed attivo agli ex confederati, cui era stato tolto dopo la guerra di secessione. La riforma rafforzò la posizione del Partito Democratico e, nel 1877, Henry M. Mathews, un esponente dei Bourbons, fu eletto governatore dello stato. La sua fazione resse lo stato fino all'elezione del repubblicano George W. Atkinson, nel 1893.

### Louisiana
Nella primavera del 1896, il sindaco di New Orleans, John Fitzpatrick, leader della locale fazione dei Bourbons lasciò l'incarico dopo una serie notevole di scandali, il candidato democratico alla sua successione fu gravemente sconfitto dal riformista Walter C. Flower. Tuttavia, Fitzpatrick ed i suoi si riorganizzarono rapidamente, incontrandosi il 29 dicembre nel Choctaw Club e patrocinati da Murphy Foster, governatore della Louisiana e alleato di Fitzpatrick, influenzarono, in modo determinante, la Convenzione costituzionale della Louisiana nel 1898, nella scelta di concedere l'esenzione, agli immigrati, dai nuovi requisiti educativi e di proprietà progettati per privare i neri dei diritti civili. Nel 1899 Fitzpatrick gestì con successo la campagna di sindaco del candidato Bourbon, Paul Capdevielle.

### Mississippi
Il Mississippi nel 1877-1902 era politicamente controllato dai bianchi conservatori, chiamati "Bourbons" dai loro critici. I Bourbons rappresentavano gli interessi dei coltivatori, dei proprietari terrieri e dei commercianti e usavano la coercizione ed il denaro per indirizzare abbastanza voti neri per controllare le conventions del Partito Democratico e quindi il governo dello stato. Thomas C. Catchings, Rappresentante democratico del Mississippi, in carica dal 1885 al 1901, contribuì in entrambi i mandati presidenziali di Grover Cleveland, alle scelte politiche in particolare nella controversia sul bimetallismo e sul malcontento agrario che culminò nel populismo. In qualità di "gold bug" - sostenitore del sistema aureo o, come loro stessi dicevano, del denaro sonante -  si ritrovò a difendere Cleveland per azioni impopolari negli stati del Sud e per l'abrogazione del 1893 dello Sherman Silver Purchase Act dagli attacchi dei fautori del supporto argenteo (i.e., bimetallisti o "silverites") all'emissione di moneta. Intrappolato tra la sua lealtà a Cleveland e i Democratici bimetallisti del Sud, Catchings proseguì la sua battaglia in minoranza al Congresso, sperando che i Democratici del Mississippi tornassero alle originali dottrine filosofiche conservatrici dei Bourbon Democrats, tipiche nel Sud.

## Principali esponenti

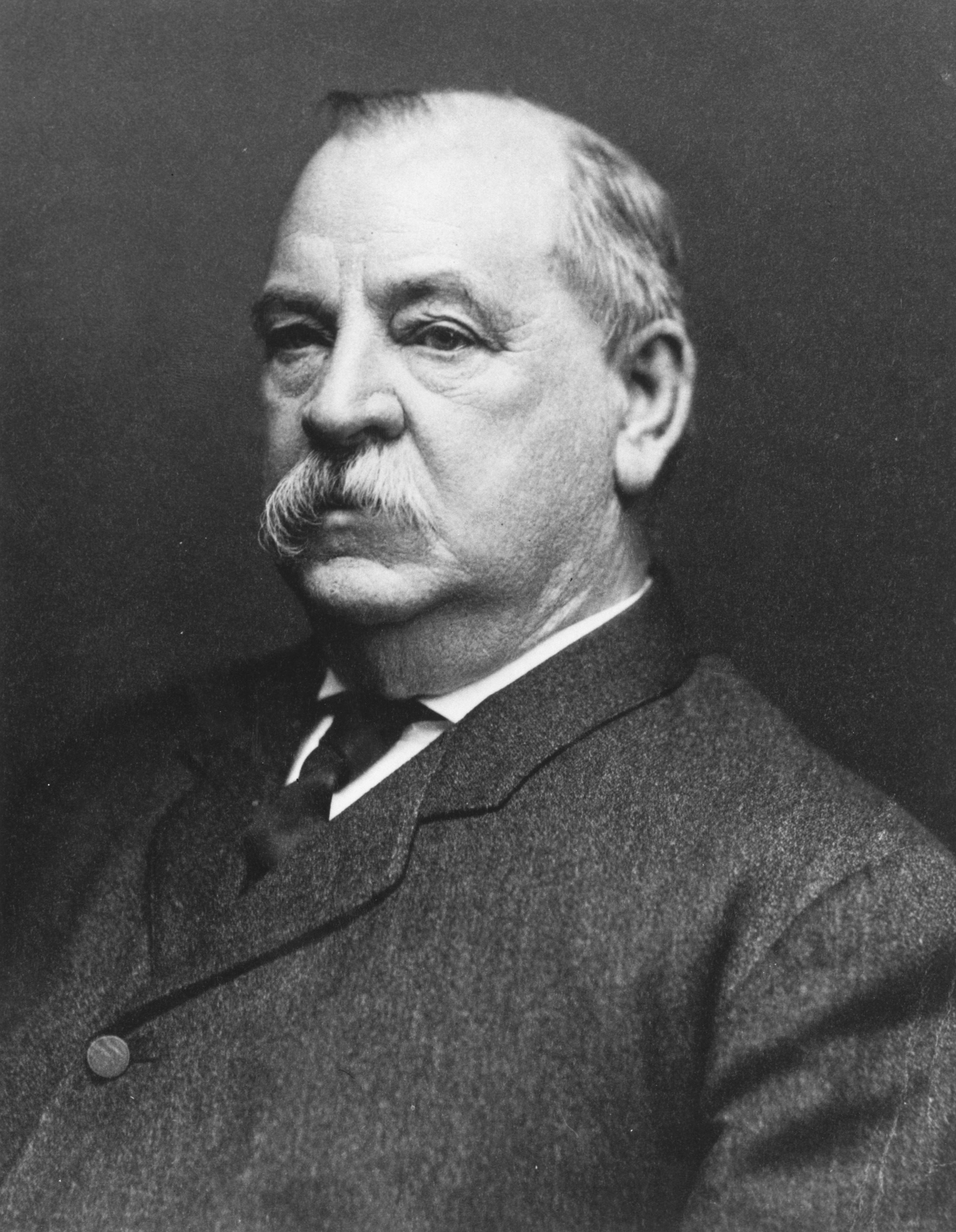
Grover Cleveland, Presidente degli Stati Uniti
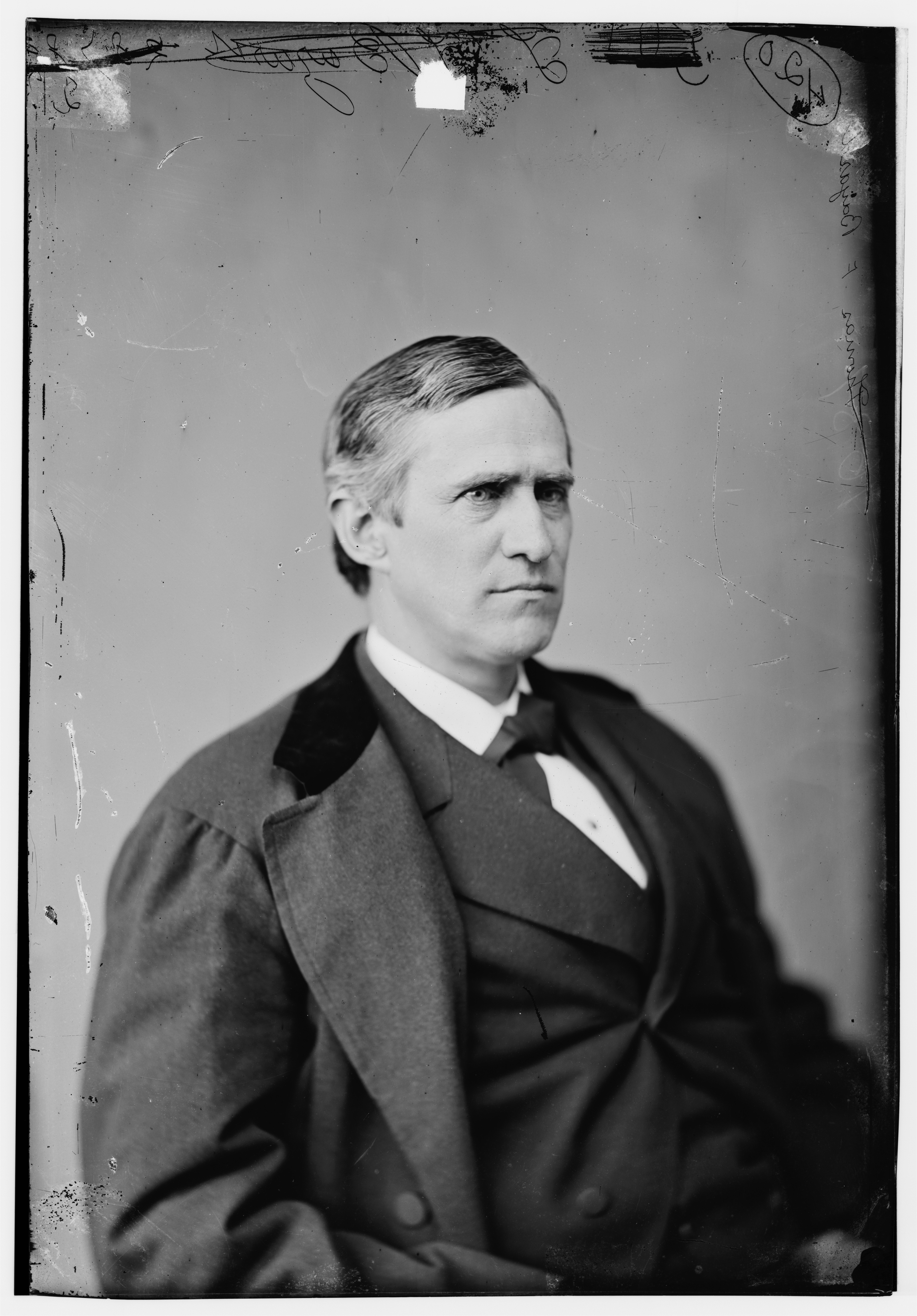
Thomas F. Bayard, Segretario di Stato
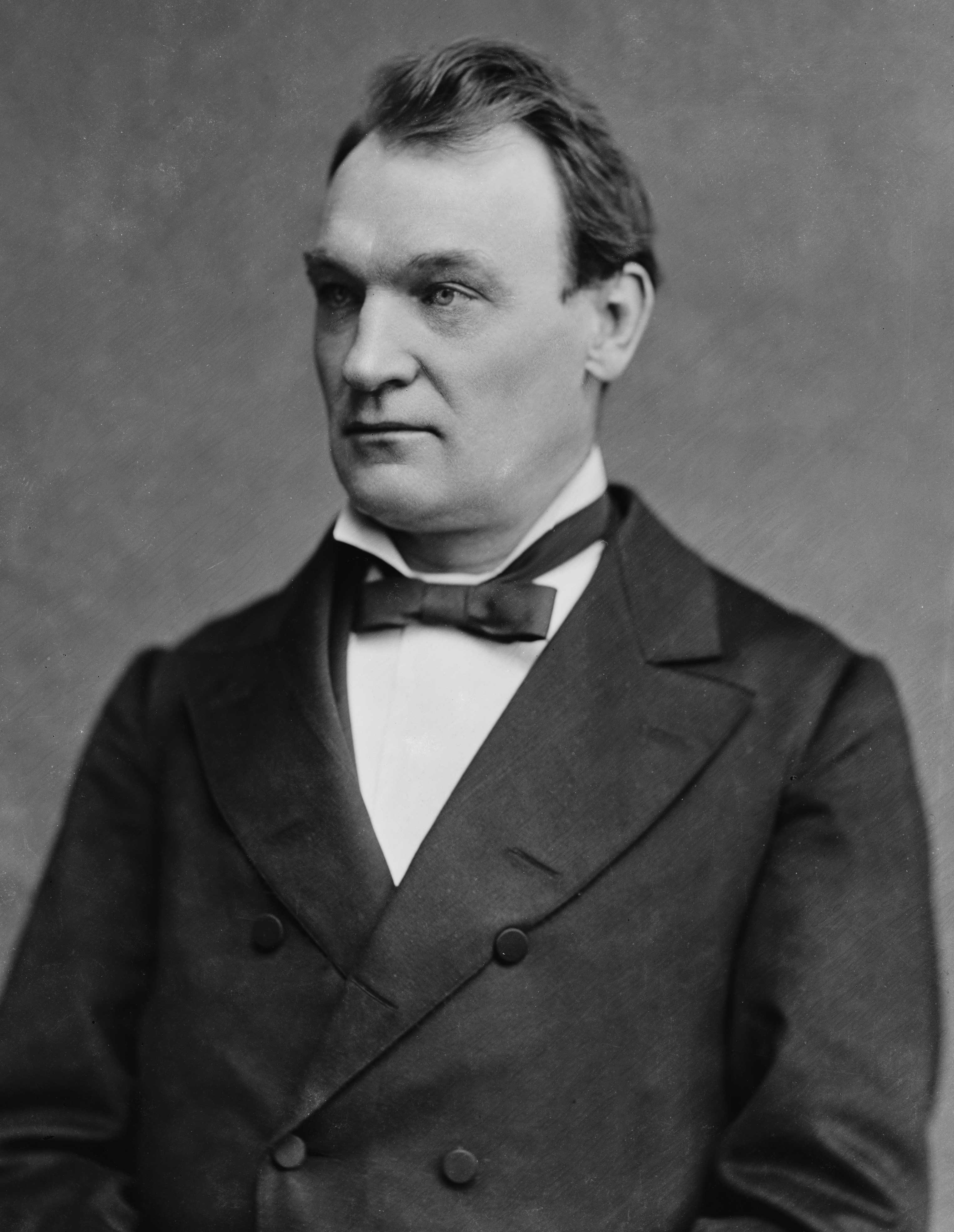
John Griffin Carlisle, Segretario al Tesoro
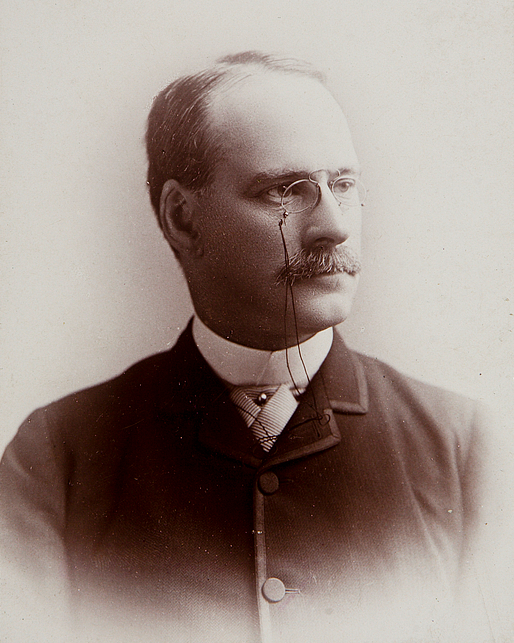
William Collins Whitney, Segretario della Marina
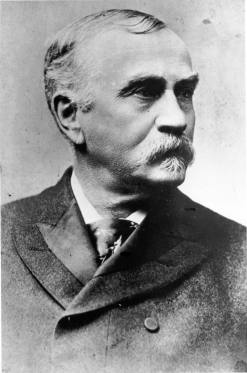
Julius Sterling Morton, Segretario all'agricoltura
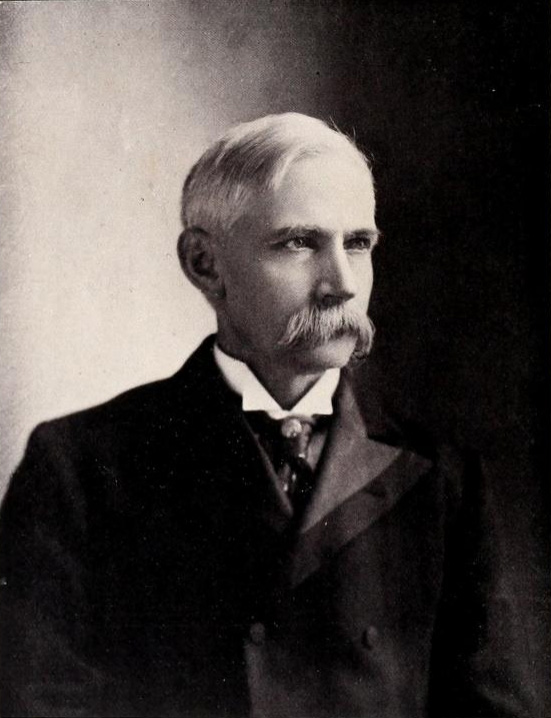
William Lyne Wilson, Direttore generale delle poste degli Stati Uniti
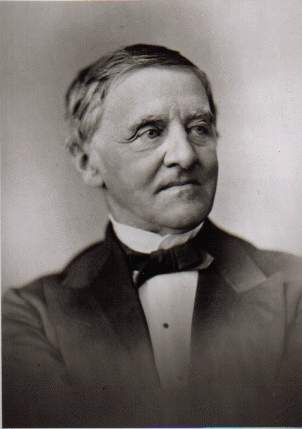
Samuel J. Tilden, Governatore dello Stato di New York
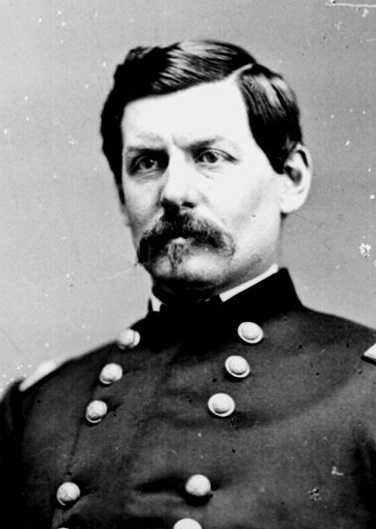
George B. McClellan, Governatore dello Stato del New Jersey
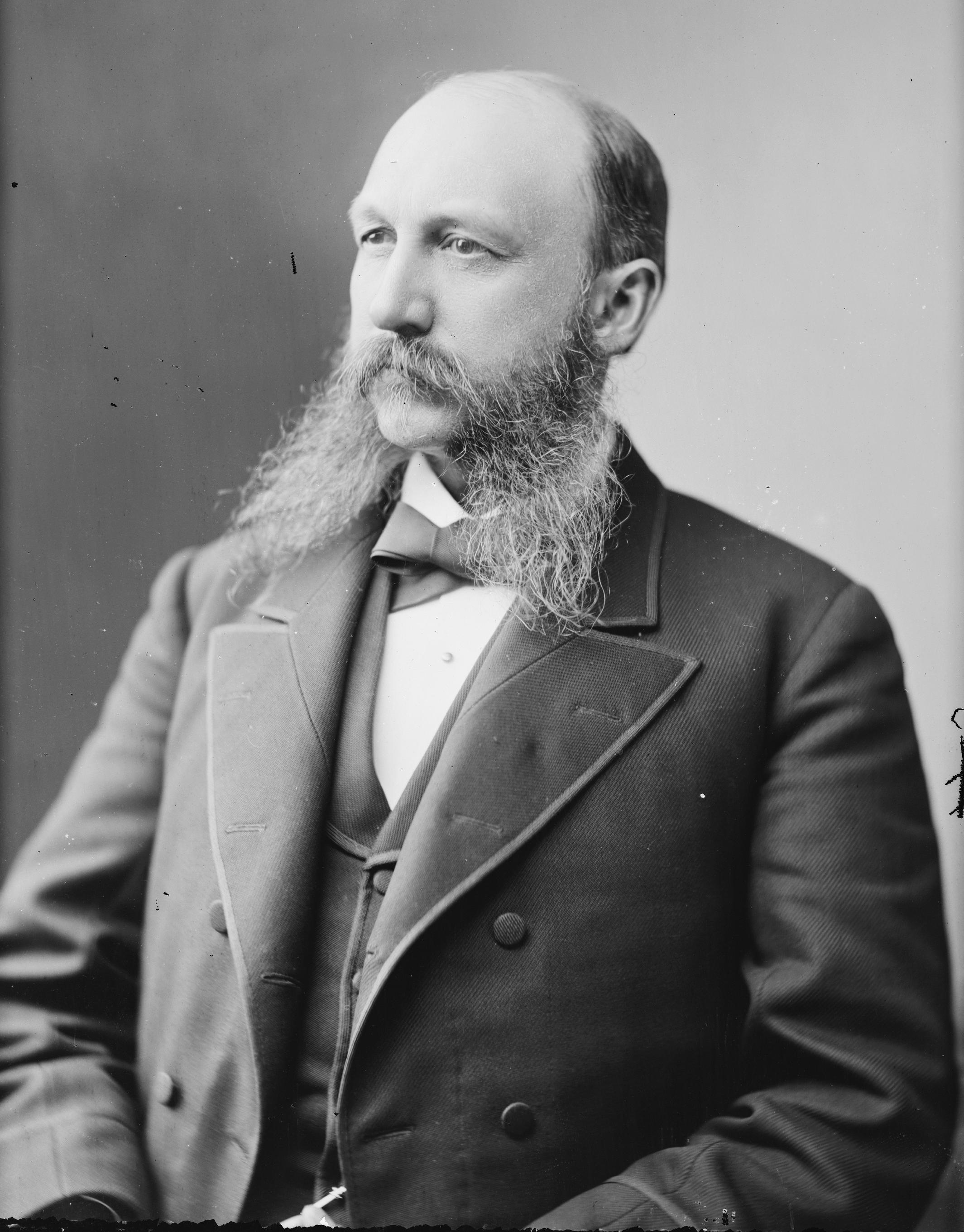
Henry M. Mathews, Governatore dello Stato della Virginia Occidentale
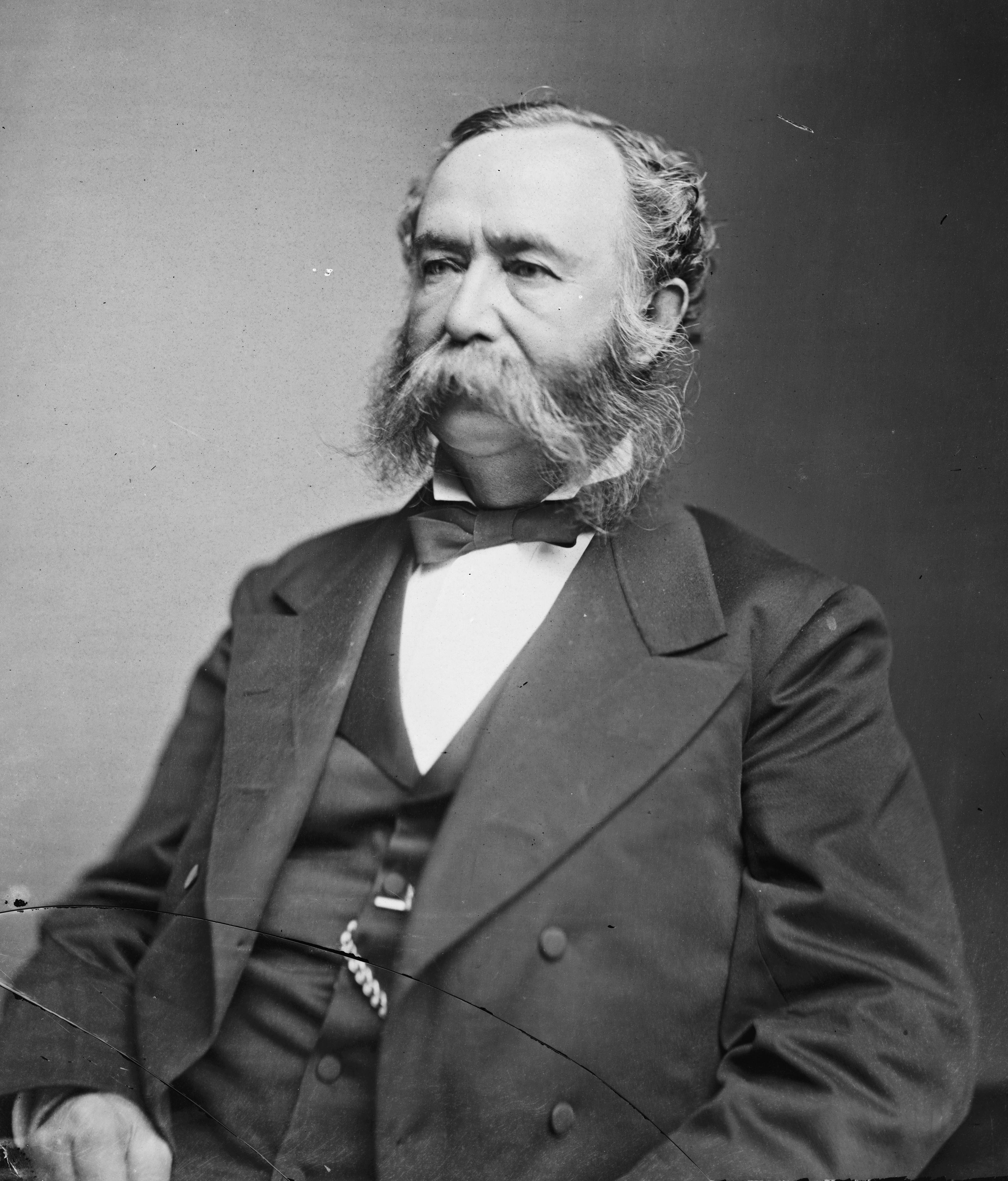
Wade Hampton III, Governatore dello Stato della Carolina del Sud
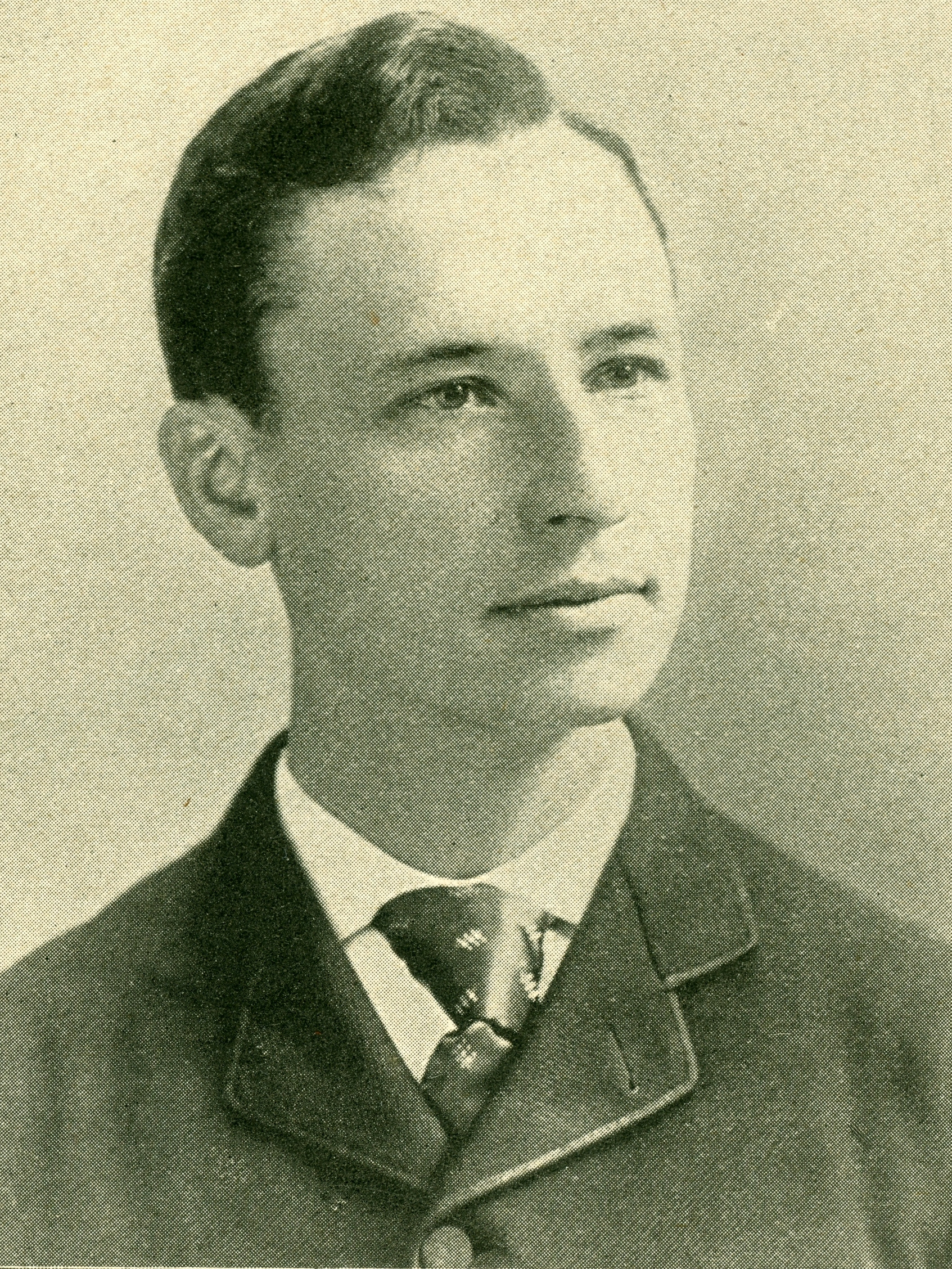
William Eustis Russell, Governatore dello Stato del Massachusetts
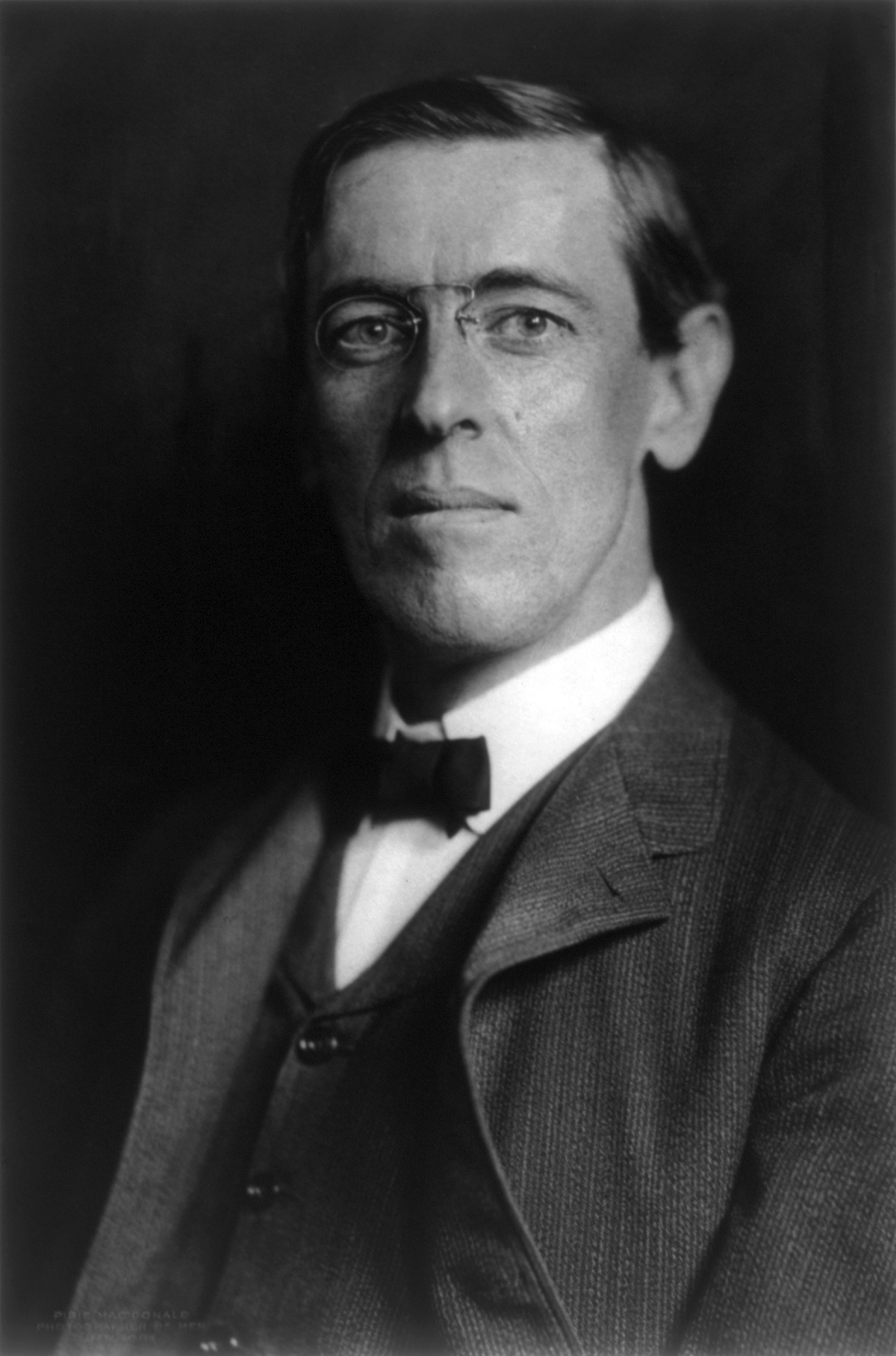
Woodrow Wilson, Professore universitario e successivamente Presidente degli Stati Uniti d'America

### Fonti primarie
- Allan Nevins (ed.), The Letters of Grover Cleveland, 1850–1908, Boston, Houghton Mifflin, 1933.
- William L. Wilson, The Cabinet Diary of William L. Wilson, 1896–1897, Chapel Hill, NC: University of North Carolina Press, 1957.
- Democratic Party National Committee. Campaign Text-book of the National Democratic Party (1896). Questo era il testo  fondamentale della campagna dei Gold Democrats con molti discorsi e discussioni.
- (EN) Alabama Bourbons, su Encyclopedia of Alabama. URL consultato il 16 settembre 2024 (archiviato il 30 ottobre 2013).